# John Cusack
John Paul Cusack (ur. 28 czerwca 1966 w Evanston w stanie Illinois) – amerykański aktor, scenarzysta i producent filmowy.

## Życiorys

### Wczesne lata
Urodził się w rodzinie katolickiej irlandzkich Amerykanów jako czwarte z pięciorga dzieci reżysera filmów dokumentalnych Dicka Cusacka (ur. 29 sierpnia 1925, zm. 2 czerwca 2003 na raka trzustki) i nauczycielki matematyki i aktywistki politycznej Nancy Cusack. Ma trzy siostry – dwie starsze, Ann (ur. 22 maja 1961) i Joan (ur. 11 października 1962), jedną młodszą, Susie (ur. 1971), oraz starszego brata Billa (ur. 1964).
Uczęszczał do szkoły założonej przez rodziców jego przyjaciela Piven Theatre Workshop w Evanston. Występował w lokalnych przedstawieniach i reklamach. Po ukończeniu Evanston Township High School w Evanston, w stanie Illinois, kontynuował naukę na Uniwersytecie Nowojorskim na Manhattanie.

### Kariera
Mając siedemnaście lat zadebiutował w komediodramacie Klasa (Class, 1983) u boku Jacqueline Bisset, Roba Lowe i Andrew McCarthy. W 1986 roku w Chicago założył zespół teatralny New Criminals Theatre Company, który stał się jednym z czołowych teatrów w kraju, wyreżyserował cztery sztuki dla New Criminals m.in. Alagazam After the Dog Years i Methusalem, za które w Chicago otrzymał nagrodę im. Josepha Jeffersona.
Zyskał rozgłos dzięki występom w komedii romantycznej Johna Hughesa Szesnaście świeczek (Sixteen Candles, 1984) z Molly Ringwald jako Bryce, komedii Roba Reinera Pewna sprawa (The Sure Thing, 1985) jako zakochany autostopowicz, komedii romantycznej Szalone lato (One Crazy Summer, 1986) z Demi Moore, komedii sensacyjnej Stevena Lisbergera Szaleńczy pościg (Hot Pursuit, 1987) z Benem Stillerem, komedii Tytuł taśmy (Tapeheads, 1988) z Timem Robbinsem, dramacie sportowym Spisek ośmiu (Eight Men Out, 1988) z Nancy Travis, Christopherem Lloydem i Charlie Sheenem w roli baseballisty z drużyna ‘White Sox’ w Chicago i czarnej komedii Stephena Frearsa Naciągacze (The Grifters, 1990) jako mistrz drobnych przekrętów i syn wytrawnej oszustki (Anjelica Huston). Za rolę wierzącego w prostą i czystą miłość Lloyda Doblera, zakochanego w najzdolniejszej uczennicy w szkole w melodramacie Camerona Crowe Nic nie mów (Say Anything..., 1989) został uhonorowany nagrodą krytyków filmowych w Chicago. Pojawił się w dwóch produkcjach Woody’ego Allena – Cienie we mgle (Shadows and Fog, 1992) i Strzały na Broadwayu (Bullets Over Broadway, 1994).
Był także współautorem scenariusza do filmu New Crime Productions Zabijanie na śniadanie (Grosse Point Blank, 1997). Za postać szeryfa federalnego Vince Larkina w thrillerze Con Air – lot skazańców (Con Air, 1997) dostał w Los Angeles nagrodę Blockbuster Entertainment. W 1998 znalazł się w obsadzie wielkiej epopei z okresu II wojny światowej – ekranizacji głośnej powieści Jamesa Jonesa Cienka czerwona linia (The Thin Red Line) w reżyserii Terrence’a Malicka. W komediodramacie Mike’a Newella Zmęczenie materiału (Pushing Tin, 1999) z Cate Blanchett, Angeliną Jolie i Billym Bobem Thorntonem był kontrolerem lotu w nowojorskiej przestrzeni powietrznej. Zebrał dobre recenzje i zdobył nominację do nagrody Independent Spirit Award dla Najlepszego Aktora za rolę lalkarza, zdesperowanego urzędnika w niewielkiej firmie LesterCorp, który przenosi się do głowy tytułowego gwiazdora Johna Malkovicha w komedii Być jak John Malkovich (Being John Malkovich, 1999). Jego kreacja właściciela niewielkiego sklepiku muzycznego w Chicago w adaptacji powieści Nicka Hornby’ego Przeboje i podboje (High Fidelity, 2000) w reż. Stephena Frearsa przyniosła mu nominację do nagrody Złotego Globu w kategorii najlepszy aktor. W thrillerze Mikaela Håfströma 1408 (2007) wg opowiadania Stephena Kinga wystąpił w roli udręczonego pisarza.
Jest jednym z założycieli Freedom of the Press Foundation (Fundacji Wolności Prasy), mającej na celu wspieranie dziennikarstwa, m.in. WikiLeaks, które demaskuje korupcję i nielegalne działania rządów.

### Życie prywatne
Spotykał się z Janice Dickinson, Huma Abedin, Gabrielą Spanic, Melissą Gilbert (1983), Jami Gertz (1983), Lili Taylor (1988), Susannah Melvoin (1992-95), Giną Gershon (1992), Umą Thurman (1992), Minnie Driver (1996-97), córką Clinta Eastwooda – Alison Eastwood (1997), Claire Forlani (1997-98), Coriną Katt (1998), Neve Campbell (1998-2002), Shoshanną Lonstein Gruss (2001), Meg Ryan (2002-2003), Jodi Lyn O’Keefe (2003-2009), Jennifer Love Hewitt (2003), Rebeccą Romijn (2004), Alexandrą Kerry (2004) i Brooke Burns (2010–2011).

## Filmografia

### obsada aktorska
- Klasa (Class, 1983) jako RoscoeJohn Cusack

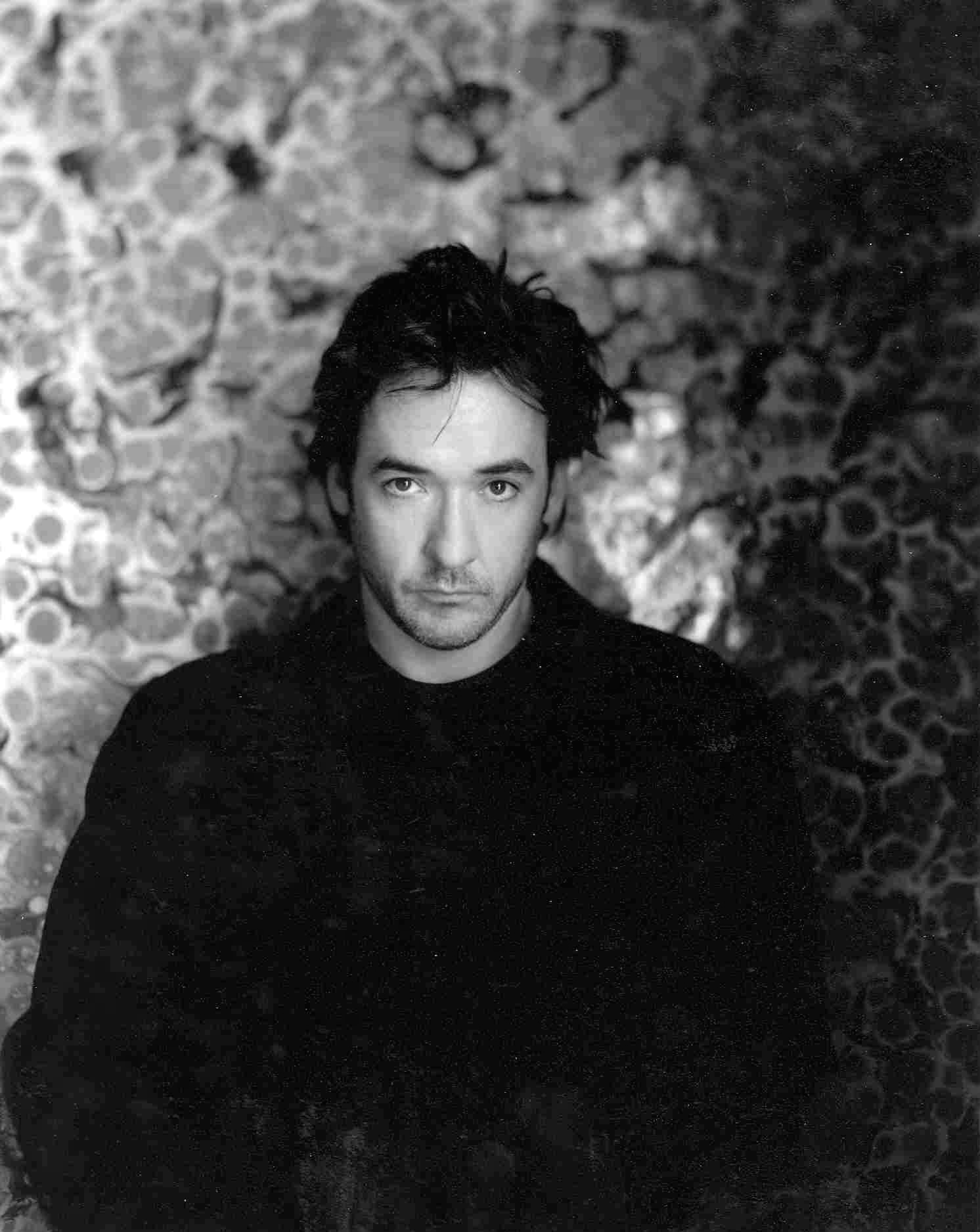
John Cusack

- Szesnaście świeczek (Sixteen Candles, 1984) jako Bryce
- Grandview, U.S.A. (1984) jako Johnny Maine
- Lepiej umrzeć (Better off Dead..., 1985) jako Lane Myer
- Podróż Natty Gann (The Journey of Natty Gann, 1985) jako Harry
- Pewna sprawa (The Sure Thing, 1985) jako Walter (Gib) Gibson
- Szalone lato (One Crazy Summer, 1986) jako Hoops McCann
- Stań przy mnie (Stand by Me, 1986) jako Denny Lachance
- Telepasja (Broadcast News, 1987) jako wściekły posłaniec
- Szaleńczy pościg (Hot Pursuit, 1987) jako Dan Bartlett
- Tytuł taśmy (Tapeheads, 1988) jako Ivan Alexeev
- Spisek ośmiu (Eight Men Out, 1988) jako Buck Weaver
- Nic Nie Mów (Say Anything..., 1989) jako Lloyd Dobler
- Elvis stories (1989) jako Corky
- Projekt Manhattan (Fat Man and Little Boy, 1989) jako Michael Merriman
- Naciągacze (The Grifters, 1990) jako Roy Dillon
- Barwy prawdy (True Colors, 1991) jako Peter Burton
- Przydrożni prorocy (Roadside Prophets, 1992) jako żarłok
- Bob Roberts (1992) jako prowadzący
- Cienie we mgle (Shadows and Fog, 1992) jako Student Jack
- Gracz (The Player, 1992) w roli siebie samego
- Mapa ludzkiego serca (Map of the Human Heart, 1993) jako kartograf
- Znaleźne (Money for Nothing, 1993) jako Joey Coyle
- Strzały na Broadwayu (Bullets Over Broadway, 1994) jako David Shayne
- Floundering (1994) jako JC
- Droga do Wellville (The Road to Wellville, 1994) jako Charles Ossining
- Ludzie miasta (City Hall, 1996) jako Kevin Calhoun
- Północ w ogrodzie dobra i zła (Midnight in the Garden of Good and Evil, 1997) jako John Kelso
- Anastazja (Anastasia, 1997) jako (głos) Dimitri
- Con Air – lot skazańców (Con Air, 1997) jako Vince Larkin
- Zabijanie na śniadanie (Grosse Pointe Blank, 1997) jako Martin Q. ‘Marty’ Blank
- Diabelna taksówka (Chicago Cab, 1998) jako przestraszony mężczyzna
- Cienka czerwona linia (The Thin Red Line, 1998) jako kapitan John Gaff
- This Is My Father (I, 1998) jako Eddie Sharp
- Być jak John Malkovich (Being John Malkovich, 1999) jako Craig Schwartz
- Cradle Will Rock (1999) jako Nelson Rockefeller
- The Directors (1999) jako on sam
- Zmęczenia materiału (Pushing Tin, 1999) jako Nick Falzone
- Bez litości (The Jack Bull, 1999) jako Myrl Redding
- Life of the Party  (2000)
- Przeboje i podboje (High Fidelity, 2000) jako Rob
- Arigo  (2000)
- Igraszki losu (Serendipity, 2001) jako Jonathan Trager
- Ulubieńcy Ameryki (America’s Sweethearts, 2001) jako Eddie Thomas
- Adaptacja (Adaptation., 2002) jako on sam
- Przyjaciel Hitlera (Max, 2002) jako Max Rothman
- Tożsamość (Identity, 2003) jako Ed
- Ława przysięgłych (The Runaway Jury, 2003) jako Nicholas Easter
- Facet z ogłoszenia (Must Love Dogs, 2005) jako Jake
- Zimne dranie (The Ice Harvest, 2005) jako Charlie Arglist
- War, Inc. (2007) jako Brand Hauser
- Grace odeszła (Grace Is Gone, 2007) jako Stanley Phillips
- 1408 (2007)
- Chłopiec z Marsa (Martian Child, 2007) jako David
- 2012 (2009) jako Jackson Curtis
- Szanhaj (Shanghai, 2010) jako Paul Soames
- Jutro będzie futro (Hot Tub Time Machine, 2010) jako Adam
- Factory, The (2011) jako Mike Fletcher
- Carnaval (2012)
- Adult World (2012) jako Rat Billings
- Stacja szyfrująca (The Numbers Station, 2012) jako Emerson Ken
- Frozen Ground (2012) jako Robert Hansen
- Pokusa (The Paperboy) (2012) jako Hillary Van Wetter
- Kruk: Zagadka zbrodni (The Raven, 2012) jako Edgar Allan Poe
- Wirtuoz (Grand Piano, 2013) jako Clem
- Love & Mercy (2014) jako Brian Wilson
- Odzyskać dziecko (2014) jako Benjamin
- Tian jiang xiong shi (2015) jako Lucius
- Cell (2016) jako rysownik Riddell

### scenarzysta
- Zabijanie na śniadanie (Grosse Pointe Blank, 1997)
- Przeboje i podboje (High Fidelity, 2000)